# Platonischer Mythos
Platonischer Mythos ist die Bezeichnung für die mythischen Erzählungen, die Platon in seine literarisch gestalteten philosophischen Werke eingefügt hat. Sie werden „platonisch“ genannt, weil Platon sie teils selbst erfunden, teils durch Umgestaltung von bereits vorhandenem mythischem Material für seine Zwecke adaptiert hat. Platons Verhältnis zum Mythos ist ambivalent: Einerseits übt er scharfe inhaltliche Kritik an den überlieferten, allgemein verbreiteten Mythen, andererseits hält er das Erzählen von selbst erfundenen Mythen für einen legitimen Weg der Vermittlung von Einsichten im Rahmen einer philosophischen Didaktik. Seine Auffassung vom Sinn und Wahrheitsgehalt der philosophischen Mythen und von ihrer Rolle als Ergänzung der dialektischen Argumentation im philosophischen Dialog ist ein viel erörtertes Thema der modernen philosophiegeschichtlichen Forschung.

## Begriffsbestimmung und Gruppierung
Platon betrachtet den Mythos als Alternative und Ergänzung zum Logos (der vernunftgesteuerten Erwägung und argumentativ nachvollziehbaren Untersuchung). Einerseits lässt er die beiden Ausdrücke von den Figuren seiner Dialoge wie einander entgegengesetzte Begriffe behandeln, andererseits grenzt er sie nicht terminologisch klar voneinander ab. Dies entspricht dem oft uneindeutigen Sprachgebrauch früherer und zeitgenössischer Autoren. Außerdem weist er auf einen subjektiven Aspekt der Unterscheidung hin: Was für den einen belanglose mythische Fabelei ist, das findet ein anderer so stimmig und einleuchtend, dass er es dem Bereich des Logos zuordnet. Daher lässt sich nicht in allen Fällen mit Sicherheit bestimmen, welche Textpartien in Platons Werken zu den „platonischen Mythen“ zu zählen sind. In der Forschungsliteratur sind verschiedene inhaltliche oder formale Kriterien zur Bestimmung dieser Partien erwogen worden.
Nach heutigem Forschungsstand ist eine Kombination mehrerer Merkmale für den platonischen Mythos charakteristisch. Glenn Most folgt einem diskursiven Ansatz, indem er von der jeweiligen Kommunikationssituation ausgeht. Er hat acht Merkmale herausgearbeitet, die das Charakteristische ausmachen, wobei aber nicht erforderlich ist, dass in jedem einzelnen Fall alle acht gegeben sein müssen:
1. Monologische Darbietung: Im Gegensatz zum dialogischen Charakter des dialektischen Gesprächs wird der Mythos stets von nur einem Sprecher vorgetragen, gewöhnlich ohne Unterbrechung durch die Zuhörer.
2. Sozialer Rang des Sprechers: Der Vortragende ist in der Regel eine ältere Respektsperson, die für ihre relativ jungen Zuhörer eine Autorität darstellt.
3. Berufung auf eine angebliche mündliche Quelle: Der Vortragende behauptet – auch bei den zweifellos von Platon erfundenen Mythen –, er gebe mündlich Überliefertes wieder, und teilt etwas über seine angebliche Quelle mit.
4. Fehlende Überprüfbarkeit: Es geht stets um Themen, die sich ihrer Natur nach einer empirischen Nachprüfung gänzlich entziehen. Entweder ist von einer sehr fernen Vergangenheit die Rede oder vom Schicksal der Seele nach dem Tode.
5. Autorität der Tradition: Es wird versucht, die Erzählung als authentischen Bericht erscheinen zu lassen. Ihre Autorität beruht auf der Tradition, auf die sich der Sprecher beruft. In manchen Fällen wird die Frage der Glaubwürdigkeit angesprochen – sei es dass die Möglichkeit von Zweifeln thematisiert wird, sei es dass der Glaube an den Mythos beteuert wird.
6. Angestrebte emotionale Wirkung: Der Mythos wird von den Zuhörern als unterhaltsam empfunden und appelliert an die Gefühle. Er soll zu einer erwünschten Haltung und Verhaltensweise ermutigen oder Vertrauen in deren Richtigkeit einflößen.
7. Struktur: Im Gegensatz zur Dialektik, deren Struktur in der Abfolge logischer Schritte besteht, weist der Mythos eine Struktur auf, die durch die zeitliche Abfolge von Handlungselementen oder in manchen Fällen durch die räumliche Beschaffenheit eines beschriebenen Ortes bestimmt ist.
8. Position: Platon stellt den Mythos immer entweder an den Anfang oder an das Ende einer dialektischen Erörterung. Entweder soll bei der Erkenntnisbemühung ein Neuanfang gemacht werden oder es geht um eine einprägsame Veranschaulichung von bereits spekulativ vorgebrachten oder argumentativ abgestützten Gedanken.
Die Mythen lassen sich nach ihren Erzählern in „sokratische“ und „nichtsokratische“ gruppieren. Sokratische Mythen sind diejenigen, die Platon seinem Lehrer Sokrates in den Mund legt. Dieser in den platonischen Dialogen auftretende Sokrates ist eine von Platon literarisch gestaltete Figur; seine Ansichten unterscheiden sich zumindest teilweise von denen des historischen Sokrates. Daher wird er als der „platonische Sokrates“ bezeichnet. Ein anderes Gruppierungskriterium ist inhaltlicher Art: Man unterscheidet aitiologische Mythen, die gegenwärtige Gegebenheiten auf einen historischen Ursprung in einer mythischen Vergangenheit zurückführen, und Jenseitsmythen oder eschatologische Mythen, die vom Schicksal der Seele nach dem Tode handeln.

## Die einzelnen platonischen Mythen

### Die Entstehung der Zivilisation
Diesen Mythos lässt Platon in seinem Dialog Protagoras von der Titelfigur, dem Sophisten Protagoras, erzählen. Der Kern geht möglicherweise auf den historischen Protagoras zurück. Dem Mythos zufolge beauftragten die Götter die Brüder Prometheus und Epimetheus, die neu geschaffenen sterblichen Geschöpfe mit allem zum Überleben Benötigten auszustatten. Epimetheus kümmerte sich um die Tiere, vernachlässigte aber den Menschen, worauf sich Prometheus des Menschen annahm und ihm den Gebrauch des Feuers vermittelte. Die anfangs zerstreut lebenden Menschen schlossen sich zum Schutz gegen die wilden Tiere in Siedlungen zusammen, waren aber den dadurch entstehenden sozialen Spannungen nicht gewachsen. Erst als die Götter ihnen die Eigenschaften „Scham“ (Fähigkeit zur Respektierung der Mitbürger) und „Recht“ (Rechtsempfinden, Sinn für rechtliches Verhalten) zuteilwerden ließen, wurde ein geordnetes, dauerhaftes Zusammenleben möglich.

### Zalmoxis
Diesen Mythos trägt der platonische Sokrates im Dialog Charmides seinem jungen Gesprächspartner Charmides vor. Er berichtet von seiner Begegnung mit einem thrakischen Arzt, der mit Berufung auf den legendären Gottkönig Zalmoxis eine ganzheitliche Heilkunst gelehrt habe, die von der Seele ausgehend den Körper heile.

### Das Jenseits nach derApologie
Platons Apologie des Sokrates ist eine literarisch ausgestaltete Version der Verteidigungsrede, die Sokrates als Angeklagter hielt. Hier lässt Platon seinen Lehrer eine knappe, optimistische Schilderung des erhofften Schicksals der Seele nach dem Tod geben. Der platonische Sokrates beruft sich dabei auf einen mündlich überlieferten Mythos. Er hofft im Totenreich bedeutenden Persönlichkeiten zu begegnen und ist zuversichtlich, dort gerecht behandelt zu werden – eine Erwartung, die er mit der Ungerechtigkeit der irdischen Justiz kontrastiert.

### Die Inseln der Seligen und der Tartaros
Am Ende des Dialogs Gorgias erzählt der platonische Sokrates einen Jenseitsmythos. Diesem zufolge gelangen die Seelen gerechter Menschen nach dem Tode auf die paradiesischen Inseln der Seligen, diejenigen der Ungerechten in den Tartaros. Früher wurde das Urteil über sie am Tag ihres Todes, als sie noch lebten, von lebenden Richtern gefällt. Dies führte zu Fehlurteilen, da die Richter die von den Körpern verhüllten Seelen nicht richtig einschätzen konnten. Daher ordnete Zeus eine Änderung an. Seither treten die Seelen nackt (körperlos) vor ihre ebenfalls körperlosen Richter, die Söhne des Zeus sind. Infolgedessen sehen die Richter sie so, wie sie wirklich sind, und urteilen gerecht.

### Das Fass und das Sieb
Diesen kurzen Mythos trägt der platonische Sokrates im Dialog Gorgias vor. Hier findet sich die berühmte Metapher vom Leib als Grab der Seele. Unersättliche Menschen tragen nach ihrem Tode im Hades (Unterwelt) Wasser mit einem lecken Sieb in ein löchriges Fass. Diese Tätigkeit symbolisiert die Fruchtlosigkeit ihres Bestrebens.

### Die Seelenwanderung
Im Dialog Menon trägt der platonische Sokrates seine Anamnesis-Lehre vor, eine metaphysische Erkenntnistheorie, die er sowohl argumentativ begründet als auch in mythischer Einkleidung präsentiert. Er deutet alles Lernen und Erkennen als Erinnerung an ein bereits vorhandenes, aber zeitweilig vergessenes Wissen, das die Seele aus ihrem vorgeburtlichen Dasein mitbringt. Da sie im Verlauf der Seelenwanderung schon viele Erfahrungen gesammelt hat, verfügt sie über einen reichen Wissensschatz.

### Das Jenseits nach demPhaidon
Im Dialog Phaidon führt Sokrates an seinem Todestag im Gefängnis mit einigen Freunden ein Gespräch über die Unsterblichkeit der Seele. Abschließend schildert er in einem Mythos ausführlich die unterschiedlichen Wege und Aufenthaltsorte der Seelen in den verschiedenartigen Bereichen der Totenwelt. Auch in diesem Jenseitsmythos wird die Abhängigkeit des Schicksals der Seelen von ihren Taten hervorgehoben. Dem durch Weisheitsliebe (Philosophie) Gereinigten wird in Aussicht gestellt, dass seine Seele aus dem Prozess der Seelenwanderung ausscheiden und für alle künftigen Zeiten eine körperfreie Existenz führen wird.

### Der Jenseitsbericht des Er
Dieser berühmte Mythos, der den Abschluss des Dialogs Politeia bildet, nimmt durch die ungewöhnliche Art seiner Präsentation und Beglaubigung eine Sonderstellung ein. Der platonische Sokrates beruft sich auf die Darstellung eines aus Pamphylien stammenden tapferen Kriegers namens Er, der im Kampf gefallen sei. Die unsterbliche Seele dieses Mannes habe seinen Körper verlassen, sei aber am zwölften Tag nach seinem Tod zurückgekehrt. So sei Er wieder lebendig geworden und habe dann von den Verhältnissen in den Bereichen der körperlosen Seelen und von den dortigen Erlebnissen seiner Seele berichtet. Im Mittelpunkt der Darstellung steht die Vergeltung der irdischen Taten nach dem Tode. Wer „auf gesunde Weise“ philosophiere, der könne nicht nur auf der Erde glücklich leben, sondern auch über den Tod hinaus ein erfreuliches Dasein erwarten. Allerdings sei der Aufenthalt im Jenseits zeitlich begrenzt, da die Seelen auf die Erde zurückkehrten, um dort ein neues Leben zu beginnen (Seelenwanderung). Jede Seele sei für ihr irdisches Geschick selbst verantwortlich, da sie sich vor der Geburt den Körper, in den sie eintreten werde, und dessen Lebensumstände aussuche. Bei dieser Wahl folge sie ihren Gewohnheiten und Neigungen, die sie aus ihrem vorherigen Leben mitbringe.

### Die Erdgeborenen
Der Mythos von den „Erdgeborenen“ oder Autochthonen steht ebenfalls in der Politeia. Hier ist zwar herkömmlicher mythischer Stoff verwertet, doch stellt der platonische Sokrates von vornherein klar, dass es sich um eine zu erzieherischen Zwecken erfundene Geschichte handelt. Die Erde wird als Mutter der Menschen dargestellt. Der Gott, der die Menschen geformt hat, hat ihnen unterschiedliche Metalle beigemischt: einigen Gold, anderen Silber, anderen Eisen und Erz. Aus dieser Metallbeimischung resultieren die angeborenen individuellen Eigenschaften und Fähigkeiten. In einem idealen Staat soll jeder gemäß seiner Veranlagung im Rahmen einer dreigliedrigen Ständeordnung tätig sein, wobei die Standeszugehörigkeit mit der jeweiligen Metallbeimischung begründet werden soll.

### Der Ring des Gyges
In der Politeia erzählt Platons Bruder Glaukon eine Version des auch anderweitig überlieferten berühmten Mythos von der Machtergreifung des lydischen Königs Gyges, des Begründers der Mermnaden-Dynastie. Gyges war ursprünglich ein einfacher Hirte. Er fand in einer Erdspalte einen Leichnam, der an der Hand einen goldenen Ring trug. Diesen eignete sich Gyges an. Er fand heraus, dass er sich mittels des Rings unsichtbar machen konnte. Die damit erlangte magische Macht nutzte er, um eine Stellung am Hof des Königs zu erlangen und dessen Frau zum Ehebruch zu verführen. Schließlich tötete er den König und riss die Herrschaft an sich. Mit dieser Erzählung will Glaukon seine Überzeugung illustrieren, dass Macht generell korrumpiere und niemand sich der Versuchung entziehen könne, wenn sich eine Gelegenheit zum Machtmissbrauch biete.

### Der Seelenwagen
Im Dialog Phaidros schildert der platonische Sokrates den Seelenwagen. Dieser Mythos zeigt allegorische Züge und ähnelt dadurch den Gleichnissen. Um das Wesen der Seele zu veranschaulichen, stellt Sokrates einen Vergleich mit einem Gespann an. Die Seelen sind ebenso wie die Götter geflügelte Wagenlenker. Jeder Wagenlenker lenkt ein Gespann von zwei geflügelten Pferden. Die Götter haben nur gute Pferde, die menschlichen Seelen hingegen ein gutes und ein schlechtes. Mit intakten Flügeln kann das menschliche Gespann in den Himmel aufsteigen, doch bei Verlust des Gefieders fällt die unsterbliche Seele auf die Erde, wo sie einen sterblichen Körper annimmt. In einer himmlischen Prozession können manche Seelen den Göttern folgend bis zum „überhimmlischen Ort“ aufsteigen. Dort erblicken sie die platonischen Ideen, insbesondere die Idee des Schönen. Auf der Fahrt stoßen die Seelen aber auf große Schwierigkeiten, da ihr Gespann wegen der Verschiedenartigkeit ihrer Pferde schwer zu lenken ist. Das schlechte Pferd strebt, wenn es nicht sehr gut erzogen ist, nach unten, wodurch in dem Gespann ein Konflikt entsteht und das Gefieder beschädigt und schließlich eingebüßt wird. Die zur Erde gefallenen Seelen können wieder aufsteigen, wenn das verlorene Gefieder nachwächst. Dieses Nachwachsen wird durch philosophische Betätigung und die Liebe zum Schönen ermöglicht.

### Die Zikaden
Den kurzen Mythos von den Zikaden erzählt Sokrates im Dialog Phaidros. Die Zikaden waren einst Menschen, die vom Gesang so entzückt waren, dass sie singend das Essen und Trinken vergaßen und so ums Leben kamen. Als Zikaden wurden sie von den Musen mit der Fähigkeit ausgestattet, von Geburt an ohne Nahrung zu leben und unablässig zu singen. Wenn sie gestorben sind, begeben sie sich zu den Musen und berichten ihnen, welche Menschen die einzelnen Musen verehren.

### Theuth
Den Mythos von der Erfindung der Schrift durch den ägyptischen Gott Theuth erzählt Sokrates im Dialog Phaidros. Als Theuth verschiedene Künste, darunter die Schrift, erfunden hatte, begab er sich zu Thamus, dem König von Ägypten, um ihm und durch ihn dem Volk die entsprechenden Fertigkeiten beizubringen. Thamus wollte aber nichts ungeprüft übernehmen. Hinsichtlich der Schrift zeigte er sich äußerst skeptisch. Er befürchtete, sie werde mehr Schaden als Nutzen bringen. Das Schreiben und Lesen führe nicht nur zu einer Schwächung des Gedächtnisses, sondern sei auch zur Vermittlung von Weisheit ungeeignet; diese könne nur durch mündlichen Unterricht erfolgen.

### Die Kugelmenschen
Im Dialog Symposion lässt Platon sechs Gesprächsteilnehmer Reden über Eros und die Erotik halten. Unter ihnen ist der Komödiendichter Aristophanes, der in seiner Rede den Mythos von den kugelförmigen Urmenschen erzählt. Die Menschen hatten ursprünglich kugelförmige Rümpfe sowie vier Hände und Füße und zwei Gesichter. Es gab drei Geschlechter: ein rein männliches, ein rein weibliches und eines mit einer männlichen und einer weiblichen Hälfte (die andrógynoi). Nach einem gescheiterten Aufstand gegen die Götter wurden die Kugelmenschen von Zeus in je zwei Hälften zerschnitten. Diese Hälften sind die heutigen zweibeinigen Menschen. Sie leiden unter ihrer Unvollständigkeit und sind auf der Suche nach ihren verlorenen anderen Hälften. Diese  Sehnsucht nach der verlorenen Ganzheit zeigt sich in Gestalt des erotischen Begehrens, das auf Vereinigung abzielt. Je nach der Beschaffenheit des ursprünglichen Kugelmenschen richtet sich die erotische Liebe auf das eigene oder auf das andere Geschlecht.

### Die Geburt des Eros
Als letzter der sechs Redner im Symposion ergreift Sokrates das Wort. Er berichtet von einem Gespräch, in dem ihn die Priesterin Diotima aus Mantineia über den Eros belehrt habe, wobei sie einen Mythos erzählt habe. In Diotimas Mythos ist Eros nicht – wie in einer verbreiteten Überlieferung – der Sohn der Göttin Aphrodite, sondern seine Mutter ist Penia, die personifizierte Armut, sein Vater Poros („Wegfinder“), die Personifikation der Findigkeit. Um ihre Bedürftigkeit auszugleichen, wollte Penia von Poros ein Kind empfangen. So kam es zur Zeugung des Eros. In seinem Naturell verbindet Eros die Eigenschaften seines Vaters mit denen seiner Mutter.

### Die Weltzeitalter
Im Dialog Politikos schildert eine Autoritätsperson, der „Fremde aus Elea“, den periodischen Wechsel von zwei (nach anderer Deutung drei) mythischen Weltzeitaltern. Der Wechsel ist jeweils mit einer Umkehrung der Kreisbewegung des Kosmos und einem Umsturz der irdischen Lebensverhältnisse verbunden. Dabei geht der Erzähler besonders auf die paradiesischen Zustände im einstigen Goldenen Zeitalter ein. Damals lebte die Menschheit sorglos in tiefem Frieden unter der Obhut des fürsorglichen Gottes Kronos, und sogar unter den Tieren gab es keine Konflikte (Tierfrieden).

### Atlantis
Der in den Dialogen Timaios und Kritias dargestellte Atlantis-Mythos ist der bekannteste platonische Mythos. Platon schildert die Seemacht Atlantis, ein riesiges Inselreich im Atlantischen Ozean, das in ferner Vergangenheit Nordafrika und einen Großteil Europas beherrscht habe. Vor neun Jahrtausenden sei die expansive Großmacht aber vom damaligen Ur-Athen in einem großen Krieg besiegt und darauf nach Westen zurückgedrängt worden. Schließlich seien beide Staaten einer Naturkatastrophe zum Opfer gefallen, die Insel Atlantis sei im Meer versunken. Dieser von Platon ausführlich ausgearbeitete Mythos sollte der Verherrlichung der Vergangenheit Athens dienen. Er hat zu zahlreichen spekulativen Hypothesen über einen möglichen historischen Kern Anlass gegeben.

### Die Erschaffung der Welt
Im Dialog Timaios beschreibt der Pythagoreer Timaios von Lokroi ausführlich die schrittweise Erschaffung und Gestaltung des Kosmos durch den Demiurgen (Schöpfergott). Nach seiner Schilderung vollzog sich die Schöpfung (Kosmogonie) im Zusammenwirken der göttlichen Vernunft mit der Notwendigkeit. Die Kosmogonie wird im Mythos als ein Geschehen in der Vergangenheit dargestellt. Dies widerspricht der in der Antike – auch unter den Platonikern – verbreiteten Vorstellung von der Ewigkeit des Kosmos. Daher war die Frage, ob der Mythos wörtlich im Sinne eines zeitlichen Anfangs der Welt zu verstehen sei, in der Antike sehr umstritten. Zahlreiche Platoniker plädierten für eine metaphorische Interpretation. Dieser Deutung zufolge meinte Platon nicht einen Schöpfungsakt zu einem bestimmten Zeitpunkt, sondern wollte nur eine überzeitliche Abhängigkeit der ewig bestehenden Welt von der ebenfalls ewigen Gottheit anschaulich ausdrücken. Die Frage ist weiterhin ungeklärt; in der modernen Forschung wird überwiegend die nicht-wörtliche Deutung befürwortet.

### Die Herrschaft des Kronos
In Platons Dialog Nomoi, einem Spätwerk, erzählt ein nicht namentlich genannter Athener eine Version des Mythos vom Goldenen Zeitalter. Nach seiner Schilderung erkannte der Gott Kronos, der damals herrschte, dass absolute Macht jeden menschlichen Herrscher korrumpiert. Daher vertraute er die Verwaltung der menschlichen Angelegenheiten keinem Menschen an, sondern übertrug diese Aufgabe wohlwollenden Dämonen. Diese sorgten für Frieden, Eintracht und gute Gesetze.

### Die göttliche Weltlenkung nach denNomoi
In den Nomoi trägt der Athener „einige Mythen“ vor, die er für erforderlich hält, um Zweifler von der Vollkommenheit der göttlichen Weltlenkung (Theodizee) zu überzeugen. Auch hier wird betont, dass sich die Menschen mit ihren Taten ihre erfreulichen oder unerfreulichen Schicksale selbst erschaffen. Daher können die Götter nicht der Nachlässigkeit bei der Lenkung der Welt beschuldigt werden. Wer sich von ihnen vernachlässigt wähnt, trägt in Wirklichkeit selbst die Schuld an seinem Geschick. Er überblickt die göttliche Planung nicht, die nicht nur die einzelnen Seelen – kleine Teilchen des Kosmos –, sondern auch das Ganze im Blick hat. Jede Seele erhält stets den ihr gebührenden Platz.

## Die Funktion des platonischen Mythos
Platon hat sich intensiv mit der Problematik des Verhältnisses von Mythos und Logos auseinandergesetzt und auch die Ausformung der einschlägigen Terminologie beeinflusst. Kein anderer griechischer Denker hat so oft und so eindringlich wie er Mythen zur Veranschaulichung und Ergänzung philosophischer Aussagen genutzt.
Insbesondere kommt Platon immer wieder auf seine Annahme einer jenseitigen Gerechtigkeit zurück, die er mit den Mitteln philosophischer Argumentation nicht plausibel machen kann und daher in den Seelenmythen thematisiert. Dort geht er auf die Schicksale der einzelnen Seelen ein, denen im Jenseits eine ihren Verdiensten oder Schandtaten entsprechende gerechte Behandlung zuteilwird. Die mythische Ausmalung des Totengerichts, der künftigen Belohnungen und Strafen soll zu einem gerechten Leben ermuntern. Dem Gerechten verschaffen solche Mythen Trost und Hoffnung, den nicht in der Gerechtigkeit Gefestigten sollen sie zur Nachdenklichkeit veranlassen. Eindringlich betont der platonische Sokrates am Schluss der Politeia, nachdem er den Jenseitsbericht des Er mitgeteilt hat, dieser Mythos könne „auch uns erhalten, wenn wir ihm Folge leisten“. Wer daraus die nötigen Konsequenzen für seine Lebensführung ziehe, der werde seine Seele nicht beflecken, sondern sich jederzeit an den Weg nach oben halten und mit sich selbst und den Göttern befreundet sein. Seine Tugendhaftigkeit werde reich belohnt.
Während der Logos die Vernunft anspricht, wendet sich der Mythos auch an die irrationalen Bereiche in der Seele, die ebenfalls auf die philosophische Zielsetzung ausgerichtet werden müssen.
Die moderne Forschung geht von der Erkenntnis aus, dass in den platonischen Mythen offenbar ein Wahrheitsanspruch mit Scherz und Spiel gemischt ist, und versucht das Verhältnis dieser beiden Elemente genauer zu bestimmen. Dabei ergibt sich aus den vielfältigen Hinweisen in Platons Werken ein differenziertes Bild. Einerseits lässt seine scharfe Kritik an der im Volk verbreiteten, vor allem von der homerischen Dichtung vermittelten Mythentradition erkennen, dass er eine kritische Auseinandersetzung mit der mythischen Überlieferung unter dem Gesichtspunkt der Wahrheitsfrage für unbedingt erforderlich hielt. Andererseits zeigt sein sehr unbefangener Umgang mit dem mythischen Material, das er bedenkenlos für seine Zwecke umwandelte oder selbst erschuf, dass es ihm überhaupt nicht um Wahrheit im Sinne historischer oder naturgeschichtlicher Fakten ging.
Der scheinbare Widerspruch löst sich vor dem Hintergrund der platonischen Ideenlehre auf. Dieser Lehre zufolge sind nicht die unzähligen einzelnen Dinge in der sinnlich wahrnehmbaren Welt wesentlich, sondern nur ihre Urbilder, die unvergänglichen, vollkommenen Ideen. Die Ideen bilden eine eigenständige, objektiv existierende, rein geistige Wirklichkeit, die aus Platons Sicht die Wahrheit schlechthin ist. Wahrheit im eigentlichen Sinne kann prinzipiell nur dem Unwandelbaren, nicht dem Vergänglichen zukommen. Aus dieser Perspektive erscheint ein historisch korrektes Wissen über einzelne Vorgänge in der mythischen Vergangenheit nicht als wesentlich. Auch bei den Jenseitsmythen erhebt Platon einen Wahrheitsanspruch nur für den philosophischen Gehalt, nicht für Einzelheiten wie etwa die detaillierten Angaben zur Topographie des Totenreichs. Die Frage nach der Wahrheit einer mythischen Darstellung im buchstäblichen Sinne ist für den Philosophen im Grunde belanglos, denn sie berührt sein eigentliches Anliegen nicht. Dieses besteht in der Erlangung und Pflege der Tugenden (aretaí), die ihn zu einer philosophischen Lebensweise befähigen. Daher billigt Platon Mythen nur insoweit einen Wert zu, als sie mittels anschaulicher Vorstellungen einen zusätzlichen Ansporn zum philosophischen Leben bieten. Es kommt ihm nur auf die Wirkung des Mythos auf das Gemüt der Hörer oder Leser an. Stärkt der Mythos die Verbindung mit der intelligiblen (rein geistigen) Welt der Ideen, so bringt er den Menschen der Wahrheit näher und ist insofern in einem höheren Sinne „wahr“, auch wenn er frei erfunden ist. Ein Mythos hingegen, der entmutigend wirkt, indem er an der Weisheit und Gerechtigkeit der Götter zweifeln lässt und ihnen menschliche Laster zuschreibt, ist lügenhaft, denn er entfremdet den Menschen von der metaphysischen Wahrheit. Solche Mythen will Platon aus der Kindererziehung fernhalten.
Mit diesem Mythenverständnis weist Platon der Philosophie die Rolle des Richters über jeden Mythos zu. Sie hat den Mythos hinsichtlich des ontologischen Wahrheitsgehalts seiner Botschaft zu untersuchen und zu bewerten. Je nach seiner davon abhängigen Tauglichkeit für ihre Zwecke soll er verbreitet oder zurückgewiesen werden.
Außerdem betrachtet der platonische Sokrates die Wahrheit des Mythos als provisorisch. Er betont, ein Mythos könne jederzeit durch etwas Besseres mit höherem Wahrheitsgehalt ersetzt werden, wenn es gelinge, etwas Besseres zu finden. Im Timaios wird der dort dargelegte kosmologische Entwurf als „wirklichkeitsnaher Mythos“ (eikós mýthos) charakterisiert. Gemeint ist eine (relativ) getreue Wiedergabe der Realität; die gängige Übersetzung von eikos mit „wahrscheinlich“ ist ungenau.

## Rezeption

### Antike
Die Verwendung von Mythen in philosophischem Schrifttum kam auch in der Generation von Platons Schülern vor. Sicher ist, dass sein Schüler Aristoteles in seinen „exoterischen“ (für eine breitere Öffentlichkeit bestimmten) Schriften, von denen heute nur Fragmente erhalten sind, vom Mythos Gebrauch machte. Auch der Philosoph Herakleides Pontikos, ein weiterer Schüler Platons, verwertete in seinen Werken mythisches Material.
Platons starke Verwendung von Mythen stieß schon in der Antike auf Kritik. Der Philosophiegeschichtsschreiber Diogenes Laertios berichtet, in manchen Kreisen habe die reichliche Ausstattung der philosophischen Schriften mit solchen Erzählungen Anstoß erregt. Ein scharfer Gegner der Nutzung von „lügnerischen“ Mythen für philosophische Zwecke war der Epikureer Kolotes von Lampsakos. Er kritisierte insbesondere den Mythos des Er in der Politeia. Soweit seine Kritik aus den nur fragmentarisch überlieferten Ausführungen in seiner gegen Platons Mythen gerichteten Schrift ersichtlich ist, trug er drei Hauptargumente vor: erstens sei es für einen Philosophen unzulässig, in der Art von Dichtern Geschichten vorzutragen, statt seine Aussagen auf eine Beweisführung zu stützen; zweitens sei es ein widersprüchliches Verhalten Platons, einerseits die Dichter wegen ihrer furchterregenden Mythen zu attackieren und andererseits selbst zu diesem Mittel zu greifen; drittens seien die philosophischen Mythen nutzlos, denn für die meisten Leser seien sie unverständlich, und wer sie als Weiser verstehen könne, der bedürfe ihrer nicht, um ein besserer Mensch zu werden.
Der Mittelplatoniker Plutarch folgte Platons Vorbild, indem er gelegentlich Mythen in seine Schriften einlegte. Numenios, ein einflussreicher Mittelplatoniker des 2. Jahrhunderts, trat für eine allegorische Deutung des Atlantis-Mythos ein.
Auch Kirchenschriftsteller setzten sich mit den Mythen auseinander. Clemens von Alexandria trat für eine Erschließung des philosophischen Gehalts der Mythen durch symbolisch-allegorische Interpretation ein, lehnte aber eine durchgehende allegorische Deutung ihres gesamten Wortlauts ab. Origenes meinte, der platonische Mythos sei eine verhüllende Ausdrucksweise. Auf diesem Wege werde etwas Wesentliches nur denjenigen mitgeteilt, die den Mythos philosophisch zu interpretieren verstünden. Hier sah Origenes eine Parallele zum biblischen Bericht vom Sündenfall.
Die Neuplatoniker sahen in den Mythen verschlüsselte Mitteilungen derselben Wahrheiten, die der Philosoph durch die Betätigung seiner Vernunft erkennt. Eine nur mit mythischen Mitteln ausdrückbare Wahrheit nahmen sie nicht an. Der Mythos galt ihnen als Offenbarung – allerdings nur von untergeordneten Sachverhalten, nie von den höchsten Prinzipien. Nach der Überzeugung der Neuplatoniker sind alle Mythen grundsätzlich auslegungsbedürftig; ihr Gehalt ist nicht dem Wortlaut zu entnehmen, sondern erschließt sich erst durch die korrekte allegorische Auslegung. Dies impliziert aber nicht, dass der wörtliche Sinn zu verwerfen sei. Im 3. Jahrhundert ging Plotin, der Begründer des Neuplatonismus, davon aus, dass Platon ebenso wie Homer die mythische Ausdrucksweise als Mittel nutzte, auf die rein geistige Wirklichkeit hinzuweisen. Der spätantike Neuplatoniker Proklos († 485) befasste sich mit der Interpretation sowohl der homerischen als auch der platonischen Mythen. Er betrachtete beide als Darlegungen ein und derselben ontologisch-theologischen Wahrheit. Nach seinem Verständnis liegt die Wahrheit im Mythos auf verborgene Weise vor; der Auslegende muss sie bereits philosophisch erfasst haben, wenn er den Mythos deuten will. Alle platonischen Mythen ergänzen sich gegenseitig und bilden eine stimmige Einheit. Zwischen der Seele und dem Mythos besteht eine Analogiebeziehung; da die Struktur des Mythos derjenigen der Seele entspricht, kann sie in ihm sich selbst erkennen. In seinem Kommentar zur Politeia ging Proklos ausführlich auf den Mythos des Er ein. Dabei setzte er sich auch mit der Kritik des Epikureers Kolotes auseinander, auf die schon Porphyrios, ein Schüler Plotins, mit Gegenargumenten geantwortet hatte. Auch Macrobius verfasste eine ausführliche Entgegnung auf die epikureische Kritik am platonischen Mythos, wobei er die Frage untersuchte, unter welchen Voraussetzungen sich ein Philosoph einer mythischen Ausdrucksweise bedienen darf.

### Frühe Neuzeit
Der Humanist Marsilio Ficino (1433–1499), der als Übersetzer und Kommentator maßgeblich zur Erschließung von Platons Werken beitrug, äußerte sich zur Frage des Wahrheitsgehalts der Mythen. Er wies auf Unterschiede zwischen den Jenseitsschilderungen in verschiedenen Dialogen und auf den spielerischen, scherzhaften Charakter mancher Stellen hin, meinte aber, diese Spiele und Scherze seien gewichtiger als die ernsthaften Ausführungen der Stoiker. In den mythischen Passagen seiner Werke trete Platon nicht als Lehrer auf, sondern wie ein ekstatischer Seher und Priester. Die Blumen seiner Lehre seien für alle bestimmt, die Früchte (Sinn der Mythen) für die Eingeweihten, die sie verstehen könnten.

### Moderne
Moderne Philosophen, Philosophiehistoriker und Altertumswissenschaftler haben versucht zu ergründen, warum Platon es für notwendig hielt, den philosophischen Diskurs häufig mit Mythen zu ergänzen, deren Aussagen sich jeder Nachprüfung entziehen. Immer wieder erörtert wird das Spannungsverhältnis zwischen dieser Vorgehensweise und dem Umstand, dass Platon in der Philosophie eine stringente Argumentation forderte, an deren Stichhaltigkeit er höchste Ansprüche stellte.
Schon Hegel hat hierzu dezidiert Stellung genommen. Er wandte sich gegen die Meinung, Platons Mythen seien „vortrefflicher als die abstrakte Weise des Ausdrucks“ und ein Zeichen außergewöhnlicher Genialität, die anderen Philosophen fehle. In Wirklichkeit handle es sich um „das Unvermögen, auf die reine Weise des Gedankens sich auszudrücken“; aus diesem Grund greife Platon zu den Hilfsmitteln einer sinnlichen Ausdrucksweise. Der philosophische Mythos solle zwar Wahrheit enthüllen und nicht etwa verbergen, doch erfülle er diese Aufgabe in Wirklichkeit nicht. Er sei ein mangelhaftes Symbol und kein geeignetes Medium für philosophische Gedanken.
Im 20. Jahrhundert wurde die Frage debattiert, wie ernst Platon seine Mythen als Träger von Mitteilungen mit Wahrheitsanspruch genommen hat und wie das Verhältnis von Ernst und Spiel beim Einsatz solcher Mittel einzuschätzen ist. Karl Reinhardt meinte, die Mythen seien ein märchenhaftes Gedankenspiel, das Platon dem Logos, dem Ernst der Dialektik spielerisch, ironisch, „schwebend“ entgegenstelle. Die Gegenposition vertrat u. a. Josef Pieper. Seiner Interpretation zufolge hat Platon die Botschaft des Mythos als eine eigenständige, vom Logos unabhängige, nur dem Glauben zugängliche Wahrheit aufgefasst und an eine göttliche Offenbarung geglaubt, die er für die Quelle dieser Wahrheit hielt.
Die neuere Forschung geht überwiegend von einem anderen Ansatz aus. Die vorherrschende Ansicht ist, dass die Mythen zwar freie literarische Schöpfungen mit spielerischen Elementen sind, aber dennoch ernst gemeinte philosophische Botschaften enthalten. Man nimmt ein Ergänzungsverhältnis zwischen Logos und Mythos an; der Mythos wird seiner Struktur nach als dem Logos komplementär aufgefasst. Eine viel erörterte Frage lautet, ob der platonische Mythos nur dieselbe Wahrheit verkünden soll wie der Logos oder ob er in einen Bereich, der dem Logos nicht mehr zugänglich ist, hineinführen soll. Die erstgenannte Auffassung hat sich durchgesetzt und ist heute die herrschende Lehrmeinung. Zu ihren Vertretern zählen Gerhard Müller, Hermann Gundert, Hans-Georg Gadamer, Theo Kobusch, Thomas Alexander Szlezák und Michael Erler. Auch Werner Beierwaltes verwirft die Annahme, dass der Mythos der Sache nach etwas impliziere, was der Dialektik per se unerreichbar bleibe. Er konstatiert: „Mythos gründet im Logos; Logos lebt im Mythos.“ Dirk Cürsgen ist in einer eingehenden Untersuchung zum selben Ergebnis gelangt. Er stellt fest, der Mythos werde gemäß dem Logos produziert. Für Platon müsse das begriffliche Wissen eine Sinnebene der mythischen Bilddetails sein können und der Mythos müsse von diesem Wissen aus reflektiert und kritisiert werden können. Da der philosophische Mythos eine Funktion des Logos sei, könne er gar nicht im Gegensatz zu diesem stehen. Walter Hirsch hingegen trennt die Zuständigkeitsbereiche von Mythos und Logos. Er meint, die Aufgabe des Mythos beginne dort, wo „der Logos (als Dialektik) seine äußersten Möglichkeiten ausgeschritten hat“. Der Logos müsse seiner Natur nach auf Grund und Begründung dringen. Daher könne er „das, was allen Grund selbst gründet, nicht fassen“. Daraus ergebe sich die Notwendigkeit, die mit dem Logos begonnene philosophische Suche mit dem Mythos fortzusetzen. Der Mythos bedürfe jedoch der Auslegung, mit der er sich zwar nicht in den Logos verwandeln lasse, aber in den Logos, aus dem er hervorgegangen sei, zurückführe. Einen ähnlichen Ansatz vertritt u. a. Francisco J. Gonzalez.

## Texte
- Bernhard Kytzler (Hrsg.): Platons Mythen. Insel Verlag, Frankfurt am Main 1997, ISBN 3-458-33678-8 (nur Übersetzung)